# Lingue giudeo-romanze
Le lingue giudeo-romanze sono quelle lingue derivate da lingue romanze e parlate da varie comunità giudaiche e modificate in maniera tale da guadagnare il riconoscimento di lingue, così come tante altre lingue giudaiche.

## Caratteristiche
Si tratta di lingue parlate da Ebrei e influenzate fortemente dalle lingue romanze. La loro origine è probabilmente molto antica e risale sicuramente al Medioevo, in alcuni casi addirittura all'epoca carolingia.
Una loro peculiarità è il fatto che nella scrittura usino sia l'alfabeto latino che quello ebraico.

## Suddivisione

### Giudeo-Latino o La‘az
Tecnicamente il Giudeo-Latino volgare è una forma di latino volgare più che di "Giudeo-Romanzo", quindi precedente alla formazione delle lingue romanze. Il Giudeo-Latino copriva una vasta area geografica e aveva un grande numero di varianti di latino considerate specifiche delle comunità giudaiche dell'Impero Romano.

### Catalanico
Il Giudeo-catalano rimane in tracce negli idiomi delle comunità cripto-giudaiche del nord e dell'est della Spagna, così come nelle Baleari.

### Giudeo-Italiano
Il Giudeo-italiano o Italkian (termine coniato da Salomon Birnbaum nel 1942) raggruppa varietà di lingue parlate in maniera fluente da poco meno di 200 persone. Questi parlanti rappresentano la parte rimanente di una vasta varietà di dialetti giudeo-italici parlati in Italia e in Corsica, soprattutto nelle aree urbane (i cosiddetti ghetti, ed, in un primo tempo, le giudecche), Corfù e lungo le coste del Mare Adriatico e Mar Ionio. La maggior parte dei parlanti si trova nella zona di Roma, ma tale lingua viene considerata prossima all'estinzione.
Ha avuto una letteratura viva fin dal X secolo, che ha operato in ambito biblico e farmacologico, soprattutto in epoca rinascimentale.
Codice Ethologue: ITK - Codice ISO 639-2: ita

### Giudeo-Aragonese
Il Giudeo-Aragonese era parlato nella Spagna nord centrale dal VII secolo fino al Decreto di Alhambra di espulsione dei Giudei dalla Spagna, quando si mischiò o decadde nell'uso a favore di più forti dialetti giudeo-ispanici come quelli del sud della Spagna, specialmente nelle attuali regioni di Valencia, Murcia e Andalusia.

### Giudeo-Portoghese o Lusitanico
Il Giudeo-Portoghese è una lingua originatasi dalla popolazione cripto-giudaica del Portogallo. Come molte altre lingue giudaiche, conserva molti arcaismi che non si trovano più nella lingua portoghese. Rimane ancora presente, soprattutto in tracce, nella lingua delle comunità cripto-giudaiche nelle zone centrali, nelle zone settentrionali, soprattutto intorno Belmonte, e in Algarve.

### Giudeo-spagnolo
Conosciuto con diversi nomi e in diverse varietà regionali, il giudeo-spagnolo è discendente in forma moderna dalla lingua spagnola parlata dai Sefarditi, discendenti dalla popolazione giudaica spagnola più ampia e influente prima del Decreto di Alhambra di espulsione dalla Spagna.
Si conosce anche con diversi nomi:
- Dzhudezmo, usato dai linguisti ebraici e dagli ebrei della Turchia;
- Giudeo-Spagnolo usato dai linguisti romanzi;
- Haketia dagli ebrei del Marocco settentrionale;

altri nomi sono Sefardi, Judezmo, Spanyol. Il termine Ladino viene usato correntemente soprattutto in Israele; è la lingua giudeo-romanza più presente con circa 15.000 parlanti, di cui 8.000 in Turchia (nel 1976), concentrati nelle zone di Istanbul e Smirne. Ma ci sono almeno 100.000 parlanti bilingue concentrati in Israele con tracce in Grecia, a Salonicco, in Bulgaria, a Sofia, e forse in Marocco. Tuttavia viene considerata in pericolo sia per il bilinguismo sia perché la maggior parte dei parlanti supera i 40 anni di età.
Tra tutti è anche quello che ha una vera e propria produzione bibliografica e anche la presenza di programmi radiofonici e giornali soprattutto in Turchia.
Con questo nome è definita in Italia anche la lingua ladina (che però si differenzia nella traduzione in inglese), una lingua retoromanza parlata in Val Badia, Val di Fassa, Val Gardena e in provincia di Belluno. Tra le due lingue non vi è però nessuna connessione.
Codice Ethnologue: SPJ - Codice ISO 639-2: lad

### Shuadit
Lo Shuadit o Giudeo-Provenzale è la lingua lingua ebraica estinta, influenzata dalla lingua occitana e sviluppatasi non solo in Provenza ma anche in altre zone del sud della Francia in epoca medioevale. Mostrava un numero di singolari cambiamenti fonemici nei prestiti dall'ebraico.
Subì un duro colpo quando gli Ebrei vennero espulsi dalla Provenza nel 1498. La maggior parte riparò ad Avignone, dove governava il Papa, e vissero qui in relativo isolamento. Dopo la Rivoluzione francese la comunità si sfaldò perché fu loro consentito di vivere ovunque volessero in Francia. 
Si è estinta da pochi decenni. L'ultimo parlante fu Armand Lunel, morto nel 1977.
Viene conosciuto anche come: Giudeo-Comtadin, Hébraïco-Comtadin, Judeo-comtadine, Judeo-provençal, Chouadit, Chouadite, Chuadit, Chuadite e Shuadi
Codice Ethnologue: SDT

### Zarfatico
Lo Zarfatico o Giudeo-Francese è una lingua giudaica estinta del nord della Francia, nei Paesi Bassi e nella Germania occidentale. Era una lingua molto simile all'antico francese, poco influenzata da termini ebraici.
L'estinzione è stata provocata in maggior parte  per le perdite dovute all'Olocausto ebraico.
La letteratura zarfatica è presente fin dall'XI secolo, ma si estinse nel XIV secolo in seguito alle persecuzioni contro gli Ebrei.
Codice Ethnologue: ZRP

### Nota alla suddivisione
Ethnologue considera solo alcune di queste lingue e nello specifico solo l'italkian (codice itk) e il ladino (codice lad).

## Evoluzione

### Storia e sviluppo
L'esatto sviluppo delle lingue giudeo-romanze non è chiaro. Le due tesi predominanti mostrano che tutti discendono dal Giudeo-Latino, ma una tesi considera che il loro sviluppo sia parallelo e indipendente rispetto alle lingue romanze (tesi di Blodheim), un'altra che non tutte derivino dal Giudeo-Latino, ma alcune abbiano avuto uno sviluppo proprio o si fossero formate come koiné (tesi di Cassuto). Appoggiandosi alla documentazione, la tesi di Blodheim appare da rigettare perché niente prova uno sviluppo parallelo, ma al contrario, prende forma quella di Cassuto con l'evolversi delle ricerche in questo campo.

### Stato attuale
Lo Giudeo-Latino, lo Zarfatico, lo Shuadit e il Giudeo-Aragonese sono tutte lingue estinte. Il Giudeo-Latino fin dall'antichità, lo Zarfatico e il Giudeo-Aragonese dal Medioevo e lo Shuadit con la morte del suo ultimo parlante avvenuta nel 1977.
Il Giudeo-Portoghese e il Catalanico restano soprattutto come traccia negli idiomi delle comunità cripto-giudaiche della penisola iberica e delle Baleari.
L'Italkian, parlato due generazioni fa da almeno 5.000 Ebrei italiani, è oggi ridotto a poco più di 200 persone.
Il Ladino è quello più attivo, parlato dalle rimanenti comunità sefardite del Maghreb e del Medio Oriente, specialmente in Turchia, da quasi 100.000 persone nella maggior parte delle quali bilingue. Tuttavia è in forte pericolo di estinzione in quanto i parlanti ormai sono ridotti a gruppi di anziani.
Come molte lingue giudaiche, il futuro di queste lingue è incerto a causa del predominio della lingua ebraica come mezzo di comunicazione tra comunità giudaiche nel Medio Oriente e la crescita del prestigio della lingua inglese o delle lingue locali (specialmente per la lingua turca).